# George Forsyth
George Patrick Forsyth Sommer (* 20. Juni 1982 in Caracas, Venezuela) ist ein ehemaliger peruanischer Fußballtorwart und Politiker. Er spielte von 2005 bis 2007 und von 2008 bis 2016 für Alianza Lima. Zudem absolvierte er sieben Spiele für die peruanische Nationalmannschaft. Nach dem Ende seiner Spielerkarriere ging er in die Politik. Er war von Januar 2019 bis Oktober 2020 Bürgermeister von La Victoria, einem Bezirk der peruanischen Hauptstadt Lima.
Für die konservative Partei Restauración Nacional tritt er zur peruanischen Präsidentschaftswahl 2021 an. Am 10. Februar 2021 schloss ihn die nationale Wahlkommission (Jurado Nacional de Elecciones, JEE) für den Wahlbezirk Lima Centro 1 als Kandidat aus. Sie begründete dies damit, dass Forsyths Angaben zu seinen Einkünften, die Präsidentschaftskandidaten mitteilen müssen, nicht mit seinen tatsächlichen Einnahmen in seiner Amtszeit als Bürgermeister von La Victoria übereingestimmt hätten. Der Ausschluss als Kandidat wurde später wieder widerrufen.

## Herkunft
Forsyth ist der Sohn des peruanischen Diplomaten und späteren Politikers Harold Forsyth und der Deutsch-Chilenin María Verónica Sommer Mayer (Miss Chile 1976). Neben der peruanischen verfügt Forsyth auch über die deutsche Staatsangehörigkeit. Aufgrund des Berufs seines Vaters wuchs er in Chile, Venezuela, Deutschland und Kanada auf. In Peru wird er auch El Blanco („der Weiße“) oder El Aleman („der Deutsche“) gerufen.

## Vereinskarriere
Nach seinem Wechsel von Alianza Lima spielte er in der Saison 2002/2003 für die zweite Mannschaft von Borussia Dortmund und war dritter Torwart des BVB (hinter Jens Lehmann und Roman Weidenfeller).
Mit Alianza Lima gewann er bereits zwei peruanische Meisterschaften (2004 und 2006) und wurde 2006 auch zum besten Torwart in Peru gewählt.
Nach diesen Erfolgen wurde das Interesse von ausländischen Klubs an ihm wieder größer. Im Sommer 2007 unterschrieb er einen Dreijahresvertrag beim italienischen Serie-A-Club Atalanta Bergamo. Dort konnte er sich jedoch nicht gegen den vom AC Mailand ausgeliehenen Ferdinando Coppola durchsetzen. Ein Grund war eine Verletzung die ihn von September bis November außer Gefecht setzte. Nach einem Jahr kehrte er zurück zu Alianza Lima. Mit diesem Club kam er beim Copa Libertadores 2010 bis ins Achtelfinale.

## Nationalmannschaftskarriere
Forsyth wurde Anfang 2007 für die Peruanische Fußballnationalmannschaft nominiert. Sein Debüt gab er am 24. März 2007 im Freundschaftsspiel gegen Japan, als er nach der Halbzeit für Juan Ángel Flores eingewechselt wurde. Er gehörte außerdem zum Aufgebot Perus in der Copa America 2007.

## Politik
Forsyth war von 2011 bis 2014 Bezirksverordneter des Distrikts La Victoria, in dieser Zeit gehörte er zur Partido Popular Cristiano. Nach seinem Wechsel zur Partei Somos Perú wurde er bei der Kommunalwahl im Oktober 2018 zum Bürgermeister des Bezirks mit rund 200.000 Einwohnern gewählt. Im Oktober 2020 legte er das Bürgermeisteramt nieder und kündigte an, für die Partei Victoria National als Präsidentschaftskandidat bei den Wahlen 2021 anzutreten. Sein Schwerpunkt im Wahlkampf liegt vor allem auf der Kriminalitätsbekämpfung, er wird von den Medien vor allem als unideologischer pro-Wirtschafts-Kandidat gesehen. Forsyth selbst verortet sich selbst in der politischen Mitte.